# Kidasi
Kidasi, auch Kithasi oder Jiyas, (griechisch Κιδάσι, türkisch Ceyhan) ist eine Gemeinde im Bezirk Paphos in der Republik Zypern. Bei der Volkszählung im Jahr 2021 hatte sie 18 Einwohner.

## Name
Der Ursprung des griechischen Namens ist unbekannt. Die Zyperntürken nahmen 1958 den Namen Ceyhan an. Ceyhan ist sowohl der Name einer Stadt als auch eines Flusses in der Türkei.

## Lage und Umgebung

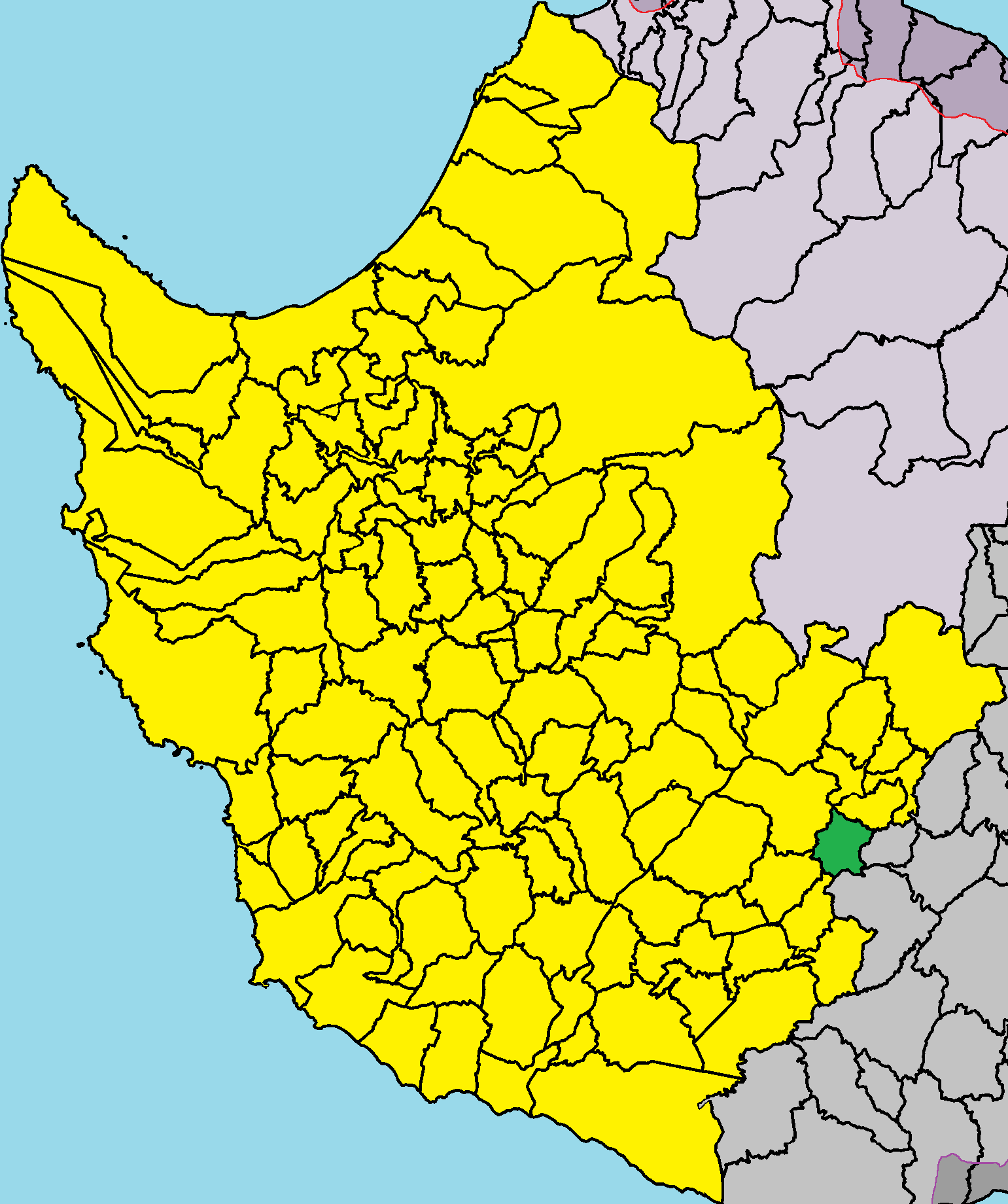
Lage im Bezirk Paphos

Kidasi liegt am Westufer des Dhiarizos-Flusses am südlichen Fuß des Troodos-Gebirges im Osten des Bezirks Paphos auf der Mittelmeerinsel Zypern, auf einer Höhe von etwa 270 Metern, etwa 37 Kilometer östlich von Paphos. Das 5,99691 Quadratkilometer große Dorf grenzt im Norden an Kedares, im Osten an Gerovasa, im Süden an Dora und Prastio und im Westen an Trachypedoula und Salamiou. Das Dorf kann über die Straße F616 erreicht werden.

## Geschichte
Das Erdbeben in Paphos im Jahr 1953 führte zu einer fast vollständigen Zerstörung des Dorfes.

### Bevölkerungsentwicklung
Das Dorf wurde früher überwiegend von Zyperntürken bewohnt, allerdings lebten bis 1931 auch einige Zyperngriechen im Dorf. Während der britischen Zeit schwankte die Bevölkerungszahl ständig. In den Notjahren der 1950er Jahre wurde niemand aus diesem Dorf vertrieben.
Am 16. Januar 1964 suchte das benachbarte türkisch-zypriotische Dorf Prastio – aufgrund von Morden in umliegenden Dörfern – Zuflucht in Kidasi. Später wurde beschlossen, dass die beiden Dörfer gemeinsam in einem sichereren Dorf Zuflucht suchen sollten. Die Einwohner verließen das Dorf am 17. Januar und zogen nach Malia. Im März 1964 übernahmen jedoch griechisch-zyprische Truppen die Kontrolle über Malia und die Zyperntürken wurden in verschiedene Dörfer vertrieben. Als die Regierung der Volksrepublik China die meisten zerstörten Häuser von Kidasi wieder repariert hatte, entschieden sich einige Dorfbewohner für die Rückkehr.
Infolge der Türkischen Invasion Zyperns flohen viele der verbleibenden Zyperntürken heimlich über die Berge in den Norden der Insel, während andere im britischen Stützpunktgebiet Akrotiri Zuflucht fanden und im Januar 1975 endgültig nach Nordzypern verlegt wurden.
Heutzutage leben nur noch ein paar Zyperngriechen im Dorf.
Die folgende Tabelle zeigt die Bevölkerung des Dorfes, wie sie in den in Zypern durchgeführten Volkszählungen erfasst wurde.
| Jahr      | 1881 | 1891 | 1901 | 1911 | 1921 | 1931 | 1946 | 1960 | 1976 | 1982 | 1992 | 2001 | 2011 | 2021 |
| Einwohner | 142  | 116  | 150  | 156  | 180  | 175  | 142  | 162  | 5    | 3    | 3    | 7    | 11   | 18   |